# 山内正瞭
山内 正瞭（やまのうち まさあき、1876年 - 1949年）は、日本の政治学者。第4代長崎高等商業学校校長。

## 人物・経歴
愛媛県出身。旧制松山中学（現愛媛県立松山東高等学校）を経て、1902年東京帝国大学法科大学政治科卒業、同大学院進学。1913年から長崎高等商業学校校長を務め、退任後、東京商科大学教授を務めた。

## 著書
- 『世界殖民史』博文館 1904
- 『殖民論 : 全』金刺芳流堂 1905年
- 『経済教科書』（市村光恵と共著）寶文館 1906
- 『商業史』中央大学 1906
- 『社会経済学原理』中央大学 1906
- "Outlines of economics" Hobunkwan 1906年
- 『法政速成科講義録』（清水澄,梅謙次郎と共著）法政大学 1907年
- 『殖民論』宝文館 1911年
- 『経済学綱要』浩文館 1930年